# Babo
Eduardo Dávalos de Luna (Santa Catarina, Nuevo León, 16 de noviembre de 1976), conocido como Babo, es un rapero, compositor y productor discográfico mexicano. Es conocido por ser el cantante principal del grupo de rap mexicano, Cártel de Santa.

## Carrera

### Cártel de Santa
Desde niño Babo quería estar todo el día en la calle. En una oportunidad un amigo apodado El Cancersillos le dijo que conocía unas personas que tocaban solo "por la fiesta". Después conoció a Rowán Rabia y a Enrique López Márquez conocido como El Quick Ass quienes pasarían a ser integrantes del grupo Cártel de Santa.[cita requerida] Al comenzar con los espectáculos en vivo en La Deportiva del Estado se dio cuenta de que necesitaba un porro y fue entonces cuando se integró al grupo Dharius también conocido como "Tirano-D" o "D-H-A".
Su primera producción fue en 2003 bajo el título «Cártel de Santa», del cual además de Perros, lograron alcanzar popularidad las canciones Todas mueren por mí y La pelotona"'. A este álbum le siguió «Vol. II», que incluyó los sencillos: Blah, blah, blah, La llamada, entre otras.
En 2014, Babo sacó su sexto disco titulado «Golpe avisa» del cual se destacan canciones como Doctor Marihuana, Los mensajes del WhatsApp, Si te vienen a contar y Suena mamalona logrando tener éxito principalmente en México. En 2016 el grupo lanzó su séptimo disco titulado Viejo Marihuano, con éxitos como Leve, Culón, culito, Soy quien soy, etc. Entrando en las listas de Billboard, alcanzando el número 2 en la categoría Latin Albums.

## Problemas legales
En abril de 2007, Babo fue detenido por oficiales de policía después de haber disparado una bala que accidentalmente rebotó en su amigo Ulises, la cual le causó la muerte. Según las autoridades del municipio conurbado de Santa Catarina, Babo intentó asesinar al chofer del grupo, Juan Miguel Chávez Pimentel, con quien tenía “viejas rencillas”. Otra de las versiones del incidente es que en realidad fue Juan Miguel Chávez Pimentel, quien incitó a Babo disparando hacia el suelo, tras amenazarlo de muerte, pero la bala rebotó en el suelo hiriendo de muerte a Ulises.
La Secretaría de Seguridad Pública (SSP) señaló que el crimen ocurrió alrededor de las 20:40 horas sobre las calles de Mar Báltico y Mar Rojo, colonia Aurora, de Santa Catarina. Babo habría disparado por equivocación contra “Ulises”, con un arma calibre 38 súper con la que también hirió la pierna de Chávez Pimentel.
Quedó consignado por un juez por el delito de homicidio culposo y uso de arma de fuego. En enero del 2008, nueve meses después del percance, fue liberado tras pagar una fianza de 130,000 pesos mexicanos.

## Discografía
| Año  | Álbum              | Discográfica                   | Ref.  |
| ---- | ------------------ | ------------------------------ | ----- |
| 2002 | Cártel de Santa    | Casa Babilonia Records/SonyBMG | [ 8 ] |
| 2004 | Vol. II            | Casa Babilonia Récords/SonyBMG | [ 8 ] |
| 2006 | Volumen ProIIIbido | Casa Babilonia Récords/SonyBMG | [ 8 ] |
| 2008 | Vol. IV            | Casa Babilonia Récords/SonyBMG | [ 8 ] |
| 2010 | Sincopa            | Casa Babilonia Récords/SonyBMG | [ 8 ] |
| 2010 | Sincopa 5.1        | Casa Babilonia Récords/SonyBMG | [ 8 ] |
| 2014 | Golpe avisa        | Casa Babilonia Récords/SonyBMG | [ 8 ] |
| 2016 | Viejo Marihuano    | Casa Babilonia Récords/SonyBMG | [ 8 ] |

## Filmografía
| Año  | Título    | Papel    | Notas             |
| ---- | --------- | -------- | ----------------- |
| 2015 | Los jefes | El perro | También guionista |